# Gouvernement Kallio II
République de Finlande
Tulenheimo Tanner
Le gouvernement Kallio II (en finnois : Kallion II hallitus) est le gouvernement de la Finlande en fonction du 31 décembre 1925 au 13 décembre 1926 (348 jours).

## Composition
Les ministres du gouvernement sont les suivants:
| Portefeuille                                   | Titulaire | Titulaire          | Parti               |
| ---------------------------------------------- | --------- | ------------------ | ------------------- |
| Premier ministre                               |           | Kyösti Kallio      | Parti agrarien      |
| Ministre des Affaires étrangères               |           | Emil Setälä        | Coalition nationale |
| Ministre de la Justice                         |           | Urho Castrén       | Coalition nationale |
| Ministre de l'Intérieur                        |           | Gustaf Ignatius    | Coalition nationale |
| Ministre de la Défense                         |           | Leonard Hjelmman   | Coalition nationale |
| Ministre des Finances                          |           | Kyösti Järvinen    | Coalition nationale |
| Ministre de l'Éducation                        |           | Lauri Ingman       | Coalition nationale |
| Ministre de l'Agriculture                      |           | Juho Sunila        | Parti agrarien      |
| Vice-ministre de l'Agriculture                 |           | Vihtori Vesterinen | Parti agrarien      |
| Ministre du Commerce et de l'Industrie         |           | Tyko Reinikka      | Parti agrarien      |
| Ministre des Affaires sociales                 |           | Kalle Lohi         | Parti agrarien      |
| Ministre des Transports et des Travaux publics |           | Juho Niukkanen     | Parti agrarien      |